# Palazzo Comunale (Moncalieri)
Il Palazzo Comunale di Moncalieri è un edificio storico, sede municipale della città di Moncalieri in Piemonte.

## Storia
L'edificio venne completamente rinnovato nel 1778 su progetto dell'architetto Pietro Mosso d'Andorno. Nonostante questo prevedesse anche uno scalone d'onore, questo venne realizzato solo nel 1888 dall'architetto Enrico Mottura, che intervenne anche sulla facciata.

## Descrizione
L'edificio sorge sulla piazza Vittorio Emanuele II nel centro di Moncalieri, a fianco della chiesa collegiata di Santa Maria della Scala.
La facciata è caratterizzata da un ampio portico a tre arcate, intervallate da doppie lesene e sormontato da un terrazzo. Nei due piani superiori si trovano grandi finestre decorate con modanature sagomate, accompagnate da paraste accoppiate che, nell'ultimo livello, si uniscono a formare un unico pilastro che si salda alla cornice sporgente. La sommità è movimentata da un abbaino centrale, affiancato da quattro pinnacoli decorativi. Al centro del portico si apre l'ingresso principale, che conduce allo scalone d'onore.